# Eriolaena lushingtonii
Eriolaena lushingtonii är en malvaväxtart som beskrevs av Stephen Troyte Dunn. Eriolaena lushingtonii ingår i släktet Eriolaena och familjen malvaväxter. Inga underarter finns listade i Catalogue of Life.